# José Alfonso Sánchez
José Alfonso Sánchez (Sevilla, 25 de febrero de 1925 - 21 de marzo de 1997) fue un letrista de copla flamenca y canción andaluza de la segunda mitad del siglo XX.

## Biografía
José Alfonso Sánchez realizó sus estudios en el Colegio Salesiano de la Santísima Trinidad de Sevilla, donde surgió su afición literaria a través de sus intervenciones como intérprete en las obras de la Galería Salesiana -según texto autógrafo del propio Alfonso-.
Además de su labor literaria que empezó muy tempranamente en 1943, y de la que hablaremos a continuación, José Alfonso desempeñó las labores de crítico de cine y teatro en el Diario Ayer, de Jerez de la Frontera entre 1947 y 1949; y fue corresponsal del semanario Dígame y Barcelona Teatral en las mismas fechas.
Asimismo Alfonso, siempre vinculado al mundo del cine, del teatro y de la música, compaginó su labor literaria con su trabajo en las empresas cinematográficas Chamartín y Cinema International Corporation, sucesivamente,  así como en la Sociedad General de Autores de España, en Sevilla. Falleció en la misma ciudad el 21 de marzo de 1997.

## Obra
Estrenó su primera obra titulada Rataplán  el 18 de enero de 1945, en el Cine Florida. Se trataba de una opereta infantil que representó la Compañía Galas Sevillanas, cuyos componentes eran Estelita Muñoz, como primera figura, y un plantel de jóvenes entre los que destacaba ya Marujita Díaz. Tuvo buena acogida de público y crítica lo que le animó a continuar con el teatro infantil hasta principios de los cincuenta con obras de similares características como Rabiosilla, …Y llegó a ser princesa, Dígame, A la luna pálida, Estrella y autor, Blanca era yo y Los tres caballeritos. Esta última fue estrenada por la Compañía Juvenil de Ases, que contaba como figura estelar con Naranjito de Triana .
Otra parte importante de su obra la conforman los espectáculos teatrales llamados folclóricosu> en su época. Para los guiones dramáticos de estas obras José Alfonso colaboró en muchos de ellos con otro letrista y poeta sevillano: Andrés Molina Moles. De ambos eran también las letras de las canciones de esos espectáculos. La música solía estar a cargo del maestro Naranjo o del binomio Luis Rivas.  y José Gardey  Este tipo de espectáculos tuvo su auge desde finales de los años cuarenta hasta principios de los años sesenta del pasado siglo, con una excelente acogida y éxito de taquilla. Algunos de los títulos más celebrados de estos autores son Del corazón a los labios, La copla puso bandera  (ambos para  Pepe Pinto); La novia del cante (para Conchita Bautista) y Feria de cantares  (para Macarena del Río).
Este tipo de espectáculo fue derivando hacia las variedades que, aunque constituidas por canciones de carácter folclórico (canción o copla andaluza), dejaban su filiación teatral a un lado para centrarse en un espectáculo puramente musical. Los autores anteriores siguieron creando obras de este tipo hasta que el género como tal dejó de interesar al público. No dejaron, sin embargo, de escribir canciones, como las que Alfonso y Juan Solano compusieron para algunos conciertos que “rescataban” a figuras de la canción andaluza y presentaban a otras que habían aparecido en el panorama sevillano y andaluz. Esto sucedía a finales de los años 80 y durante gran parte de los 90.
Como se puede ver, toda la producción anterior está ligada a la música y a la función de letrista que José Alfonso desempeñó, fundamentalmente, en estas creaciones. A ellas habría que añadir, también dentro de su obra musical y no con menor importancia, las letras de copla flamenca en sus muy diversos palos. Más de setecientos textos forman el corpus de obra musical de José Alfonso. En programas de emisiones infantiles para Radio Sevilla escribió Aventuras de Tonino, Gente menuda y Viaje a cuentilandia
En otros géneros, también escribió comedia, semblanzas, prólogos, presentaciones, charlas cómicas, monólogos, diálogos, entremeses, spots publicitarios, guiones para tráileres de películas, y hasta un guion cinematográfico. Cabría añadir que la prensa y la crítica siempre destacó el hecho de que, tanto José Alfonso como sus más estrechos colaboradores musicales Luis Rivas y José Gardey, “no se movieran nunca de Sevilla”, por lo que consideraban sus creaciones de auténtica raíz andaluza

## Colaboraciones
Colaboradores literarios de José Alfonso fueron Andrés Molina Moles (durante muchos años), Manuel García Romero, José Torres Garzón , Salvador Távora , María Barruz  , Florencio Ruiz Lara  , Juan Antonio Caro.
Colaboradores musicales: maestros Rivas y Gardey, Manuel Naranjo, José Pérez Moradiellos, Juan Solano, Genaro Monreal, maestro Escolies, Antonio Pantión, Joaquín Fernández Carbó.
Intérpretes femeninas: Antoñita Moreno, Marifé de Triana, Macarena del Río, Anita Rosa, Mercedes Chacón, Conchita Bautista, Niña de Antequera, Gracia Montes, Mercedes Vecino, Lola Campos, Imperio de Triana, Lola Carmona, Adelfa Soto, Dora La Algabeñita, María Vidal.
Intérpretes masculinos: Pepe Pinto, Pepe Marchena, Manolo Escobar, Antonio Mairena, Rafael Farina, Manolo el Malagueño, Salvador Távora, Beni de Cádiz, Los Gaditanos, Niño de Orihuela, Luis Rueda, Jesús Heredia, Los Tarantos, Los Paquiros, Rerre de los Palacios, Los Gitanillos de Bronce, Paco el Taranto.